# Reverie (serial telewizyjny)
Reverie  – amerykański serial telewizyjny (dramat fantasy, thriller) wyprodukowany przez  Extant Storytech, Energy Entertainment oraz Universal Television, którego twórcą jest Mickey Fisher. Serial był emitowany od 30 maja 2018 roku do 8 sierpnia 2018 roku przez NBC.
Na początku listopada 2018 roku, NBC ogłosiła zakończenie produkcji serialu po jednym sezonie.

## Fabuła
Serial opowiada o Marze Kint, byłej negocjatorce FBI, która pracuje w firmie Onira-Tech. Jej zadaniem jest sprowadzenie ludzi z wirtualnej rzeczywistości Reverie do realnego świata.

## Obsada

### Główna
- Sarah Shahi jako Mara Kint[3]
- Dennis Haysbert jako Charlie Ventana[4]
- Jessica Lu jako Alexis Barrett[5]
- Sendhil Ramamurthy jako Paul Hammond[5]
- Kathryn Morris jako Monica Shaw[6]

### Role drugoplanowe
- Jon Fletcher jako Oliver Hill[7]

## Odcinki
| Nr | Tytuł                     | Reżyseria                | Scenariusz                         | Premiera w NBC  |
| -- | ------------------------- | ------------------------ | ---------------------------------- | --------------- |
| 1  | Apertus                   | Jaume Collet-Serra       | Mickey Fisher                      | 30 maja 2018    |
| 2  | Bond. Jane Bond.          | Michael Katleman         | Tom Szentgyorgyi                   | 6 czerwca 2018  |
| 3  | No More Mr. Nice Guy      | P.J. Pesce               | Ken Woodruff                       | 13 czerwca 2018 |
| 4  | Blue Is the Coldest Color | Matt Earl Beesley        | David Schulner                     | 20 czerwca 2018 |
| 5  | Altum Somnum              | David Schulner           | Erika Green Swafford               | 27 czerwca 2018 |
| 6  | Pas de Deux               | Erika Green Swafford     | Julia Wolfe                        | 11 lipca 2018   |
| 7  | The Black Mandala         | Daisy von Scherler Mayer | Margaret Rose Lester               | 18 lipca 2018   |
| 8  | Despedida                 | Melanie Mayron           | Erika Green Swafford, Ken Woodruff | 25 lipca 2018   |
| 9  | The Key                   | Kenneth Fink             | Tom Szentgyorgyi                   | 1 sierpnia 2018 |
| 10 | Point of Origin           | Wendey Stanzler          | Mickey Fisher                      | 8 sierpnia 2018 |

## Produkcja
24 stycznia 2017 roku, stacja NBC zamówiła pilotowy odcinek serialu od twórcy Extant, Mickeya Fishera.
W kolejnym miesiącu poinformowano, że Sarah Shahi, Sendhil Ramamurthy, Jessica Lu, Dennis Haysbert oraz Kathryn Morris dołączyli do obsady.
12 maja 2017 roku, stacja NBC ogłosiła zamówienie pierwszego sezonu serialu na sezon telewizyjny 2017–2018.
W grudniu 2017 roku, poinformowano, że w serialu zagra Jon Fletcher jako Oliver Hill.